# One More Chance (Pet Shop Boys)
One More Chance è un singolo del gruppo musicale britannico Pet Shop Boys, pubblicato nel giugno 1984.
Nel 1987 il brano fu rivisitato ed inserito nel secondo album in studio Actually.

## Composizione
La versione originaria del 1984 di One More Chance è fortemente basata sull'impronta Hi-NRG di Bobby Orlando e musicalmente venne composta sulla base di alcune parti poi escluse di un vecchio brano di Orlando, Rock Me, composto con l'intenzione di farla cantare al cantante/attore Divine. Il testo venne scritto da Neil Tennant durante una sua visita a Broadway. Successivamente, nel 1987, venne aggiunto il testo anche per la musica composta da Chris Lowe durante la registrazione di Actually.

## Pubblicazione
One More Chance fu pubblicato nel 1984 su etichette discografiche indipendenti: tutti i formati furono in vinile e vennero pubblicati sotto Bobcat Records negli Stati Uniti, ZYX Records in Germania, ChanneL Records in Belgio, Unidisc in Canada e Planet in Svezia. Il mercato americano vide anche uscire, nello stesso periodo di tempo, la prima versione (sempre prodotta da Orlando) di West End Girls.

## Tracce

### Stati Uniti 12-inch
1. "One More Chance" (Kordak Remix) – 3:26
2. "One More Chance" (Remix) – 5:33

1. "One More Chance" – 3:26
2. "West End Girls" – 7:50

### Belgio 12-inch
1. "One More Chance" (Remix) – 5:33
2. "One More Chance" – 3:26)

### Germania 12-inch
1. "One More Chance" (Kordak Mix) – 3:26
2. "One More Chance" (Bobby O Remix) – 5:33

### Svezia 7-inch
1. "One More Chance" – 3:30
2. "One More Chance" (Remix) – 5:37

### Canada 12-inch
1. "One More Chance" – 5:34
2. "Working Girl (One Way Love Affair)" (by Girly) – 5:10
3. "Love Reaction" (by Divine) – 5:31